# جبرین، حماة
جبرین (به عربی: جبرین) یک روستا در سوریه است که در حماه واقع شده‌است. جبرین ۳٬۹۹۱ نفر جمعیت دارد.